# Sishihu Xiang
Sishihu Xiang (kinesiska: 四十户乡, 四十户) är en socken i Kina. Den ligger i den autonoma regionen Xinjiang, i den nordvästra delen av landet, omkring 21 kilometer norr om regionhuvudstaden Ürümqi.
Genomsnittlig årsnederbörd är 314 millimeter. Den regnigaste månaden är april, med i genomsnitt 46 mm nederbörd, och den torraste är januari, med 10 mm nederbörd.